# Proces exoterm

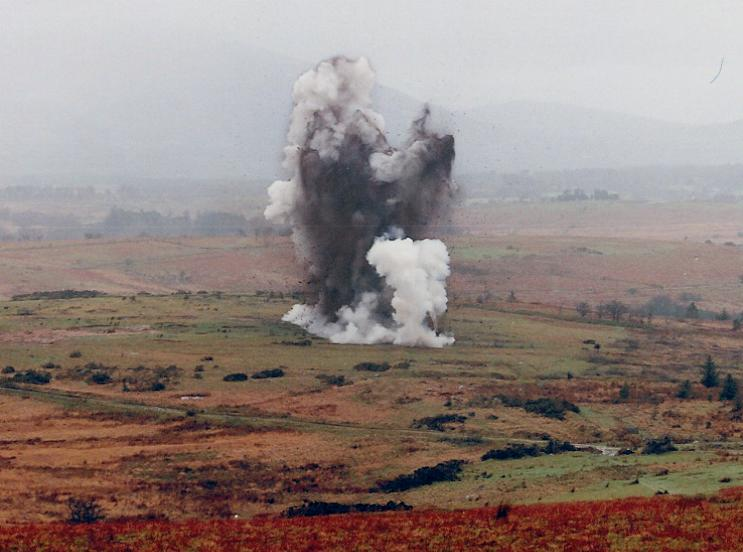
Exploziile sunt unele dintre cele mai violente reacții exoterme

În termochimie un proces exoterm sau proces exotermic (din greacă έξω (exo = în afară) și θερμ- (term- = cald) este un proces termodinamic cu scăderea entalpiei H (sau a energiei interne U) a sistemului, cu degajare de energie în mediul înconjurător al sistemului, de obicei sub formă de căldură, dar poate fi și sub formă de lumină (de exemplu scânteie, flacără sau fulgerare), electricitate (într-o baterie electrică) sau sonoră (de exemplu la arderea hidrogenului).
Termenul a fost inventat de chimistul francez din secolul al XIX-lea Marcellin Berthelot. Opusul unui proces exoterm este un proces endoterm, unul care absoarbe energie, de obicei sub formă de căldură. Noțiunea apare frecvent în chimia fizică la reacțiile chimice în care energia legăturilor chimice este convertită în energie termică (căldură).Astfel, o reacție exotermă duce în general la creșterea temperaturii mediului din jurul sistemului.

### Reacția exotermă
Într-o reacție exotermă se eliberează în mediul înconjurător mai multă energie decât a fost absorbită pentru a iniția și menține reacția. Un exemplu ar fi arderea unei lumânări, în care căldura produsă prin ardere (găsită analizând încălzirea radiantă a mediului înconjurător, și lumina vizibilă produsă, inclusiv creșterea temperaturii combustibilului — ceara — în sine, care este convertită în CO2 fierbinte și vapori de apă) depășește cantitativ căldura absorbită inițial la aprinderea și la menținerea flăcării (o parte de energie este reabsorbită și folosită la topire, apoi vaporizarea cerii etc., parte depășită cu mult de energia eliberată atunci când se produc CO2 și H2O).
Matematic, asta se exprimă prin
{\displaystyle \Delta Q<0.}
Când transformarea are loc la presiune constantă și fără schimb de energie electrică, căldura ΔQ este egală cu variația entalpiei, adică:
{\displaystyle \Delta H<0,}
în timp ce la volum constant, conform primului principiu al termodinamicii, este egală cu variația energiei interne (U):
{\displaystyle \Delta U=\Delta Q-\Delta L<0.}
unde ΔL este lucrul mecanic = 0.
Într-un proces adiabatic (adică fără schimb de căldură cu mediul înconjurător), un proces exotermic are ca rezultat o creștere a temperaturii sistemului.
În reacțiile chimice exoterme, căldura eliberată de reacție ia forma energiei electromagnetice sau a energiei cinetice a moleculelor. Tranziția electronilor de la un nivel de energie cuantic la altul se face cu emisie de lumină. Această lumină este echivalentă ca energie cu o parte din energia de stabilizare a energiei pentru reacția chimică, adică energia de legătură. Această lumină care este eliberată poate fi absorbită de alte molecule din soluție pentru a da produce translații și rotații ale moleculelor, ceea ce corespunde reprezentării clasice a căldurii. Într-o reacție exotermă, energia de activare (energia necesară pentru a începe reacția) este mai mică decât energia care este eliberată ulterior, deci există o eliberare netă de energie.
Reacțiile chimice exoterme sunt în general mai spontane decât cele endoterme.

## Exemple

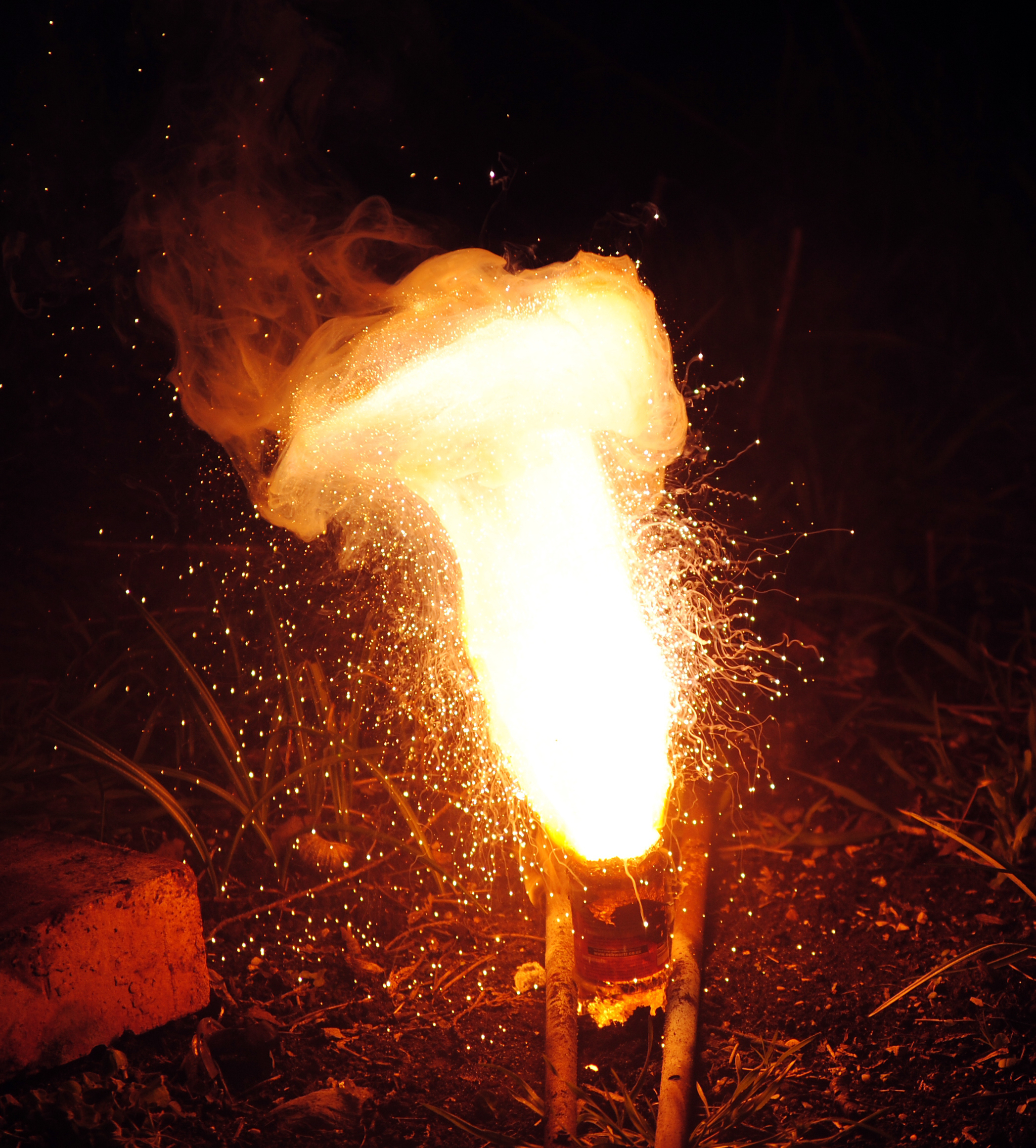
O reacție exotermică a termitului cu oxid de fier (III). Scânteile care zboară în jur sunt particule de fier topit care lasă fum în urma lor.

Câteva exemple de procese exoterme sunt:
- Arderea combustibililor, cum ar fi lemn, cărbune și petrol
- Reacția termitului [6]
- Reacția  metalelor alcaline și a altor metale puternic electropozitive cu apa
- Condensarea apei din vaporii de apă (de exemplu ploaia)
- Amestecarea apei cu acizi tari sau cu baze tari
- Reacția dintre acizi și baze
- Deshidratarea glucidelor cu acid sulfuric
- Întărirea cimentului și betonului
- Unele reacții de polimerizare, ca întărirea rășinilor epoxidice
- Reacția majorității metalelor cu halogenii sau oxigenul
- Fisiunea nucleară a elementelor grele
- Fuziune nucleară în bombe cu hidrogen și în nucleele stelelor (la fier)
- Reacția dintre zinc și acidul clorhidric
- Respirația (descompunerea glucozei pentru a elibera energie în celule)